# Ye Huanming
Ye Huanming, född 6 augusti 1965, är en kinesisk före detta tyngdlyftare.
Han blev olympisk bronsmedaljör i 60-kilosklassen i tyngdlyftning vid sommarspelen 1988 i Seoul.